# Jühnde
Jühnde is een gemeente in de Duitse deelstaat Nedersaksen. De gemeente maakt deel uit van de Samtgemeinde Dransfeld in het Landkreis Göttingen. De gemeente telde 943 inwoners op 31 december 2023.
- Gemeinsame Normdatei: 4784843-1
- Virtual International Authority File: 236582147
- WorldCat: E39PCjvXvBJhdFDy8BPQGrk6mm

Adelebsen · 
Bad Grund · 
Bad Lauterberg im Harz · 
Bad Sachsa · 
Bilshausen · 
Bodensee · 
Bovenden · 
Bühren · 
Dransfeld · 
Duderstadt · 
Ebergötzen · 
Elbingerode · 
Friedland · 
Gieboldehausen · 
Gleichen · 
Göttingen · 
Hann. Münden · 
Harz (gemeentevrij gebied, Landkreis Göttingen) ·
Hattorf am Harz · 
Herzberg am Harz · 
Hörden am Harz · 
Jühnde · 
Krebeck · 
Landolfshausen · 
Niemetal · 
Obernfeld · 
Osterode am Harz · 
Rhumspringe · 
Rollshausen · 
Rosdorf · 
Rüdershausen · 
Scheden · 
Seeburg · 
Seulingen · 
Staufenberg · 
Waake · 
Walkenried · 
Wollbrandshausen · 
Wollershausen · 
Wulften am Harz